# (21614) Grochowski
(21614) Grochowski (1999 JW75) – planetoida z pasa głównego asteroid okrążająca Słońce w ciągu 3,62 lat w średniej odległości 2,35 j.a. Odkryta 10 maja 1999 roku.